# آنتی تامئوکس
آنتی تامئوکس (استونیایی: Anti Tammeoks؛ زادهٔ ۱ ژانویهٔ ۱۹۷۵) سیاستمدار و نماینده سابق مجلس اهل استونی است.